# زبرامن
زبرامن (انگلیسی: Zebraman) فیلمی ژاپنی در سبک توکوساتسو، اکشن، کمدی و ابرقهرمانی به کارگردانی تاکاشی میکه، نویسندگی کانکورو کودو و هنرپیشگی شو آیکاوا در نقش اصلی، ابرقهرمانی به نام «زبرامن»، محصول سال ۲۰۰۴ است.
در سال ۲۰۱۰، دنباله‌ای به نام زبرامن ۲: حمله به شهر زبرا شامل اضافه شدن ماساهیرو اینواوئه بازیگر فیلم دهه کامن ریدر به بازیگران بود.